# Regierungsbezirk Kattowitz

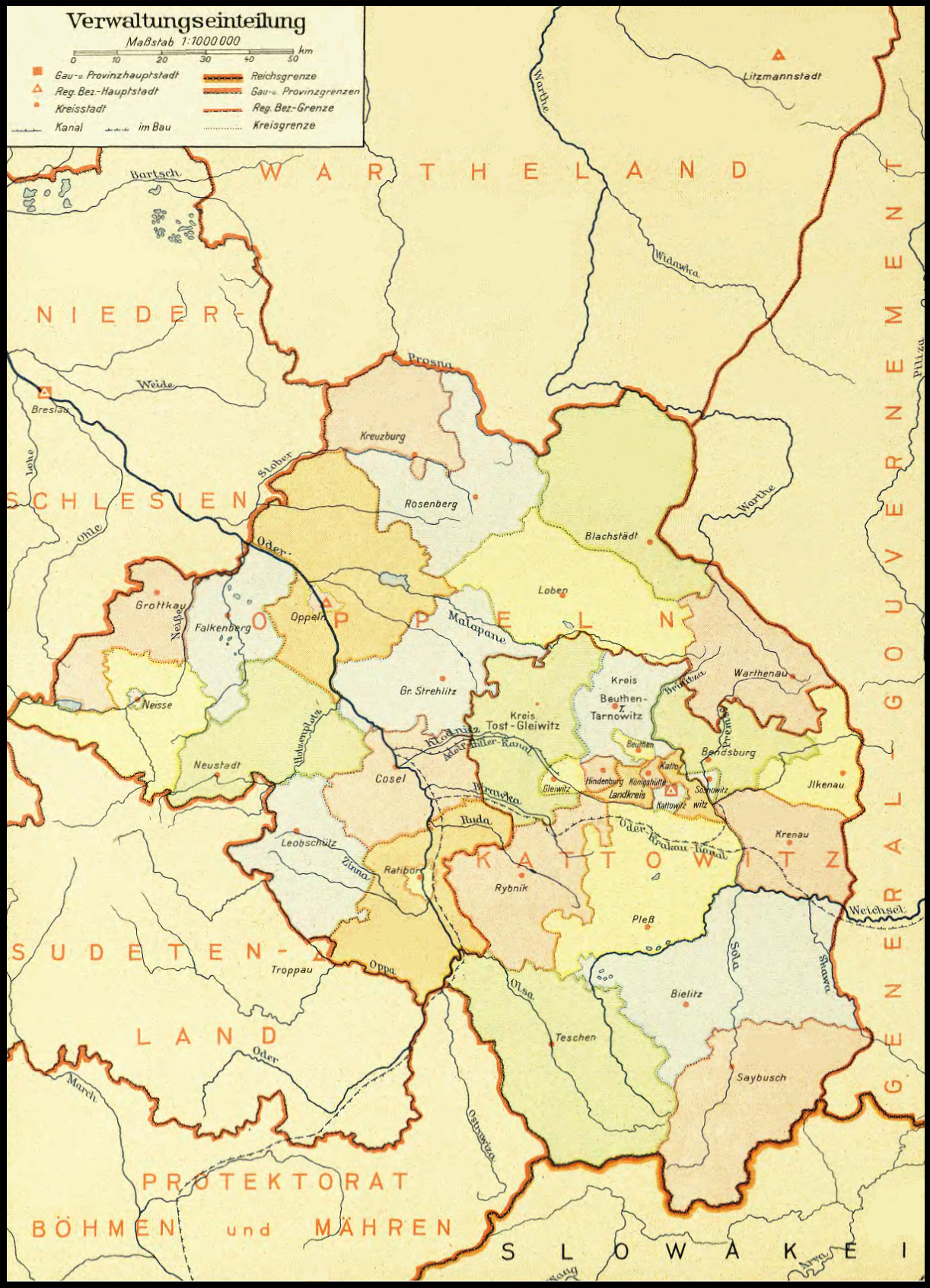
Regierungsbezirke und Kreise im Gau Oberschlesien (1943)

Der Raum Kattowitz mit den Grenzen von 1905

Der Regierungsbezirk Kattowitz war von 1939 bis 1941 ein Regierungsbezirk der preußischen Provinz Schlesien und von 1941 bis 1945 ein Regierungsbezirk der Provinz Oberschlesien. Das Gebiet gehört heute zu Polen, zu kleinen Teilen (Olsa-Gebiet und Hultschiner Ländchen) auch zu Tschechien.

## Geschichte
Der Regierungsbezirk Kattowitz wurde 1939 in der preußischen Provinz Schlesien eingerichtet. Er umfasste Gebiete, die im Herbst 1939 nach der deutschen Besetzung Polens durch die Wehrmacht vom Deutschen Reich annektiert worden waren. Dazu kamen Teile des Regierungsbezirks Oppeln. Der Regierungsbezirk Kattowitz umfasste 1939 eine Fläche von 8.924 km² und besaß 2.967.329 Einwohner. Kriegsbedingt wurde das Regierungspräsidium Kattowitz Anfang 1945 nach Teschen, dann nach Karlsbad verlegt.
Nach dem Ende des Zweiten Weltkriegs fiel das Gebiet des Regierungsbezirks an Polen und die Tschechoslowakei.

## Verwaltungsgliederung
Stadtkreise:
- Beuthen O.S. (bis 1939 zum deutschen Regierungsbezirk Oppeln)
- Gleiwitz (bis 1939 zum deutschen Regierungsbezirk Oppeln)
- Hindenburg O.S. (bis 1939 zum deutschen Regierungsbezirk Oppeln)
- Königshütte (bis 1939 zu Polen)
- Kattowitz (bis 1939 zu Polen)

Landkreise:
- Bendsburg (bis 1939 Powiat Będziński, Polen)
- Beuthen-Tarnowitz (zum Teil bis 1939 Powiat Tarnogórski, Polen)
- Bielitz (bis 1939 Powiat Bielski, Polen)
- Blachstädt (bis 1939 Powiat Częstochowski, Polen)
- Kattowitz (bis 1939 Powiat Katowice, Polen)
- Krenau (bis 1939 Powiat Chrzanów, Polen)
- Ilkenau (bis 1939 Powiat Olkusz, Polen)
- Pleß (bis 1939 Powiat Pszczyński, Polen)
- Rybnik (bis 1939 Powiat Rybnicki, Polen)
- Saybusch (bis 1939 Powiat Żywiecki, Polen)
- Teschen (bis 1939 Powiat Cieszyński, Polen)
- Tost-Gleiwitz (bis 1939 zum deutschen Regierungsbezirk Oppeln)
- Warthenau (bis 1939 Powiat Zawierciański, Polen)

## Regierungspräsidenten
- Ministerialdirigent Walter Springorum vom Reichsministerium des Innern in Berlin (ab 26. Oktober 1939 kommissarisch, ab Mai 1940 endgültig)
- Regierungsvizepräsident Erich Keßler (vertretungsweise ab 21. Oktober 1943 bis September 1944)
- Regierungspräsident Otto Müller-Haccius von der Behörde des Reichsstatthalters in Graz (vertretungsweise ab September 1944)